# Массапіква-Парк (Нью-Йорк)
Массапіква-Парк (англ. Massapequa Park) — селище (англ. village) в США, в окрузі Нассау штату Нью-Йорк. Населення — 17 109 осіб (2020).

## Географія
Массапіква-Парк розташована за координатами 40°40′51″ пн. ш. 73°26′59″ зх. д. / 40.68083° пн. ш. 73.44972° зх. д. (40.680909, -73.449689).  За даними Бюро перепису населення США в 2010 році селище мало площу 5,83 км², з яких 5,72 км² — суходіл та 0,11 км² — водойми.

## Демографія
Згідно з переписом 2010 року, у селищі мешкало 17 008 осіб у 5731 домогосподарстві у складі 4736 родин. Густота населення становила 2915 осіб/км².  Було 5844 помешкання (1002/км²).
Расовий склад населення:
| - 96,9 % — білих - 1,5 % — азіатів - 0,3 % — чорних або афроамериканців |

До двох чи більше рас належало 0,7 %. Частка іспаномовних становила 4,5 % від усіх жителів.
За віковим діапазоном населення розподілялося таким чином: 24,6 % — особи молодші 18 років, 59,3 % — особи у віці 18—64 років, 16,1 % — особи у віці 65 років та старші. Медіана віку мешканця становила 42,5 року. На 100 осіб жіночої статі у селищі припадало 94,1 чоловіків;  на 100 жінок у віці від 18 років та старших — 89,6 чоловіків також старших 18 років.
Середній дохід на одне домашнє господарство  становив 122 755 доларів США (медіана — 110 845), а середній дохід на одну сім'ю — 134 527 доларів (медіана — 123 261). Медіана доходів становила 76 197 доларів для чоловіків та 58 033 долари для жінок. За межею бідності перебувало 2,4 % осіб, у тому числі 2,2 % дітей у віці до 18 років та 1,9 % осіб у віці 65 років та старших.
Цивільне працевлаштоване населення становило 8277 осіб. Основні галузі зайнятості: освіта, охорона здоров'я та соціальна допомога — 29,6 %, фінанси, страхування та нерухомість — 12,4 %, науковці, спеціалісти, менеджери — 10,1 %, мистецтво, розваги та відпочинок — 8,5 %.